# Центральный фонд реагирования на чрезвычайные ситуации
Центральный фонд реагирования на чрезвычайные ситуации (англ. Central Emergency Response Fund) — это гуманитарный фонд, учрежденный Генеральной Ассамблеей Организации Объединенных Наций 15 декабря 2005 года, и запущенный в марте 2006 года.
Цели CERF: 1. Содействие своевременному принятию мер и реагированию в целях предотвращения гибели людей. Главная цель реорганизованного Фонда будет заключаться в обеспечении того, чтобы в случае возникновения новых кризисов или обострения уже существующих кризисов своевременно принимались соответствующие меры.
2. Более эффективное удовлетворение очевидных неотложных потребностей. Для ряда важных гуманитарных мероприятий сроки имеют очень важное значение, и такие мероприятия должны проводиться в конкретные сезоны или сроки в целях обеспечения эффективной защиты и спасения жизни людей.
3. Укрепление основных элементов гуманитарных операций в рамках кризисов, на урегулирование которых не предоставлено достаточных средств. В случае кризисов, на урегулирование которых не предоставлено достаточных средств, цель будет заключаться в проведении основных гуманитарных мероприятий там, где существуют острые потребности в гуманитарной помощи. Основными мероприятиями будут считаться те мероприятия, которые необходимы для успешного проведения спасательных операций.
Фонд пополняется ежегодно за счет взносов от правительств (донаторы 125 государств-членов ООН), частного сектора, фондов и частных лиц (более 30 частных доноров и региональных органов власти).
В целом в 2013 году из Центрального фонда реагирования на чрезвычайные ситуации было выделено 473 миллиона долларов США для оказания помощи миллионам жителей в 45 странах, затронутых стихийными бедствиями и другими кризисами.

## История и происхождение
CERF был создан для всех наций, для всех потенциальных жертв стихийных бедствий. Организация представляет собой реальный шанс обеспечить предсказуемое и справедливое финансирование для людей, пострадавших в результате стихийных бедствий и других чрезвычайных гуманитарных ситуаций.
CERF призван дополнять, а не замещать существующие гуманитарные механизмы финансирования. Средства идут туда, где они наиболее необходимы, в сеть международных организаций по оказанию помощи, которые включают в себя: Детский фонд Организации Объединенных Наций (ЮНИСЕФ), Верховный комиссар ООН по делам беженцев (УВКБ ООН), Всемирная Продовольственная Программа (ВПП) и Всемирная организация здравоохранения (ВОЗ), и т. д.

## Управление
CERF управляется от имени Генерального секретаря Организации Объединенных Наций, заместителя Генерального секретаря (USG) и Координатора чрезвычайной помощи (ERC), Валери Амос, Руководителя Управления по координации гуманитарных вопросов (УКГВ).. УКГВ является частью Секретариата Организации Объединенных Наций, отвечающим за объединение гуманитарных организаций для обеспечения согласованного реагирования на чрезвычайные ситуации. CERF является жизненно важным компонентом этих усилий.
Лиза Доутен (Lisa Doughten) является начальником секретариата CERF. До прихода в CERF, она работала в более чем 30 странах в Африке, Азии, Европе, Латинской Америке и на Ближнем Востоке и в ООН, и в частным секторе.

## Консультативная группа
Консультативная группа CERF предоставляет секретарю директивные указания и экспертные советы. Члены консультативной группы выступают от своего лица, а не как представители своих стран или правительств. Группа включают в себя правительственных чиновников стран-получателей, представителей гуманитарных неправительственных организаций и академических экспертов, которые тщательно отобраны, чтобы отражать географический и гендерный баланс.
По состоянию на сентябрь 2013 года, CERF консультативная группа состоит из:
- Карлос Эдуардо Забалла (Carlos Eduardo Zaballa, Аргентина)
- Кэтрин Уокер (Catherine Walker, Австралия)
- Ян Вандемуртеле (Jan Vandemoortele, Бельгия)
- Стивен Сейлвиц (Stephen Salewicz, Канада)
- Венлянг Яо (Wenliang Yao, Китай)
- Нэнси Бутиджер (Nancy Butijer, Хорватия)
- Мэтьвес Хунде Тулу (Mathewos Hunde Tulu, Эфиопия)
- Юкки Osa (Yukie Osa, Япония)
- Саадату Маллам Барму (Saadatou Mallam Barmou, Нигер)
- Сьюзан Eckey (Susan Eckey, Норвегия)
- Бия хан (Biya Han, Республика Корея)
- Сюзанна Мурхед (Susanna Moorehead, Соединенное Королевство)
- Бруз Ральф Эннерик Коффи (Brouz Ralph Enneric Coffi, Кот-д’Ивуар)
- Джетти Михельсен (Jette Michelsen, Дания)
- Элтж Эйдерхолд (Eltje Aderhold, Германия)
- Ахмед Аль-Мерайхи (Ahmed Al-Meraikhi, Катар)
- Юзеф Андриссен (Jozef H.L.M. Andriessen, Нидерланды)
- Юлиус Окетта (Julius Oketta, Уганда).

## Влияние
Год от года кризисов становится все больше и секретариат CERF получает больше заявок на финансирование, чем раньше. В 2012 году CERF освоено $485 млн на 546 проектов в 49 странах и территориях — это наибольшая сумма, с момента создания фонда. В десятку крупнейших получателей вошли: Южный Судан, Пакистан, ДР Конго, Нигер, Йемен, Судан, Мьянма, Буркина Фасо и Чад. Наиболее финансируемый сегмент — сектор продовольственная, здравоохранения, водоснабжения и санитарии (WASH), получивший около $247 млн, или около 52 %, от $477 млн, выделенных в 2012 году.

## Взносы
Несмотря на финансовый кризис 2008 года и его влияние на бюджеты государств-членов, пожертвования CERF, возросли по сравнению с предыдущими годами. Начиная с 2006 года, CERF получил более $3,2 млрд в виде взносов и залогов. Великобритания, Норвегия, Швеция и Нидерланды выплатили за все годы около полумиллиарда долларов и более, еще 6 стран — более 100 млн долларов.